# Floripa Chess Open
O Floripa Chess Open é uma competição de xadrez absoluto, considerado o maior torneio aberto de xadrez do Brasil, realizado na cidade de Florianópolis. O torneio é absoluto permitindo a participação de homens e mulheres como elegíveis a disputar este título.

## História
O Floripa Chess Open foi criado em janeiro de 2015. A primeira edição ocorreu no ginásio Rosendo Lima do Instituto Estadual de Educação de Santa Catarina, e foi marcado pelo forte calor dentro e fora dos tabuleiros, numa das maiores ondas de calor da história de Florianópolis. A competição teve 261 jogadores, e se consolidou no cenário dos maiores torneios de xadrez do Brasil. Foi vencida pelo GM uruguaio Andrés Rodriguez, com 8,5/10.

### III Floripa Open de 2017
Janeiro de 2017 foi um marco para o Floripa recebendo a celebre Alexei Shirov e o retorno no melhor enxaxdrista brasileiro Henrique da Costa Mecking que enfrentou Shirov na oitava rodada, concluindo em empate. Nesta terceira edição, o título ficou com o paraguaio Axel Bachmann, que fez 8,5/10 e venceu Shirov no confronto direto. 

### IX Floripa Open de 2023

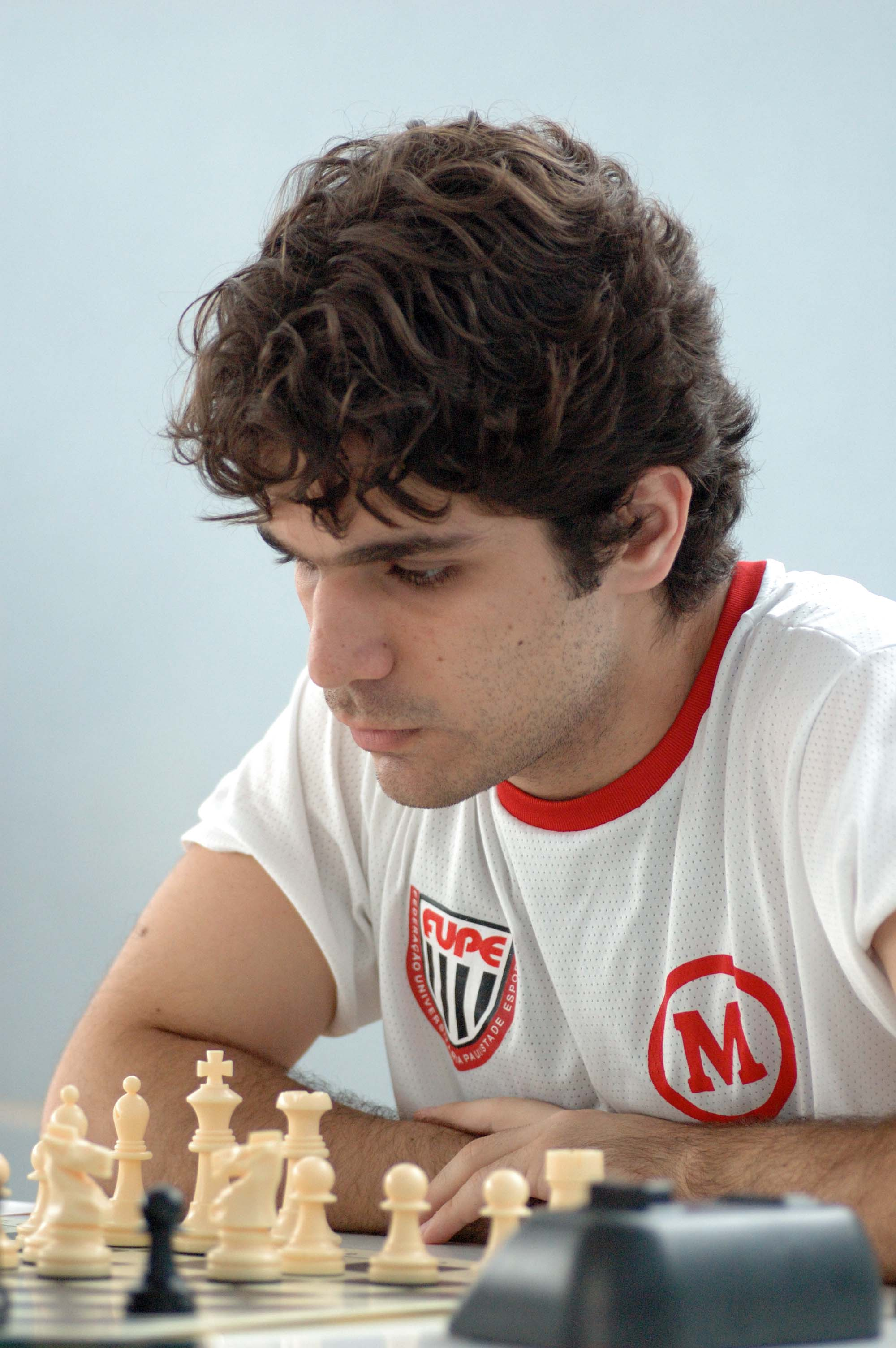
Krikor Mekhitarian, campeão do Floripa Chess Open 2022.

O 9º Floripa Open encerrou no final de janeiro e premiou o Grande Mestre Alan Pichot, o primeiro prêmio da Argentina acompanhado da GM Feminina Deysi Cori do Peru como campeã.  Foi consolidado como o maior festival de xadrez do Brasil e maior aberto internacional da América Latina, com premiação recorde de R$ 40 mil reais e onze eventos simultâneos. Neste ano, o evento passou a integrar o Circuito da Federação Internacional de Xadrez (FIDE), no qual os melhores colocados ao final do torneio somam pontos e podem conquistar vaga para disputar o Torneio de Candidatos, o classificatório para o Campeonato Mundial de Xadrez.
Participaram da competição principal 563 jogadores, mais de 200 deles titulados, desta vez de 13 países e 25 estados brasileiros. Também disputaram a competição, jogadores classificados entre os top 50 da América no absoluto e top 60 da América no feminino. 

### X Floripa Open de 2024
O 10º Floripa Open convidou o super GM norueguês Aryan Tari que venceu o torneio com rodada de antecedência , vencendo nove partidas e empatando apenas a última, tornando-se o 8º campeão do Floripa. Tari atingiu uma marca nunca antes alcançada por outro jogador na competição.

### Jogadores notáveis
- Aryan Tari (Noruega)
- Alexei Shirov (Espanha)
- Axel Bachmann (Paraguai)
- Henrique da Costa Mecking (Brasil)
- Neuris Delgado Ramirez (Paraguai)

## Dados estatísticos
O torneio oferece 90 minutos para cada enxadrista com 30 segundos de acréscimo a cada 1 lance. É realizado em Florianópolis, Santa Catarina em 10 rounds. É um torneio de tipo suíço, que considera o cálculo de Rating	Elo nacional (EloN) e Elo internacional (EloI). Seu Elo médio	é 1718.
- Andrés Rodriguez e Alexandr Fier são os únicos bicampeões do torneio.

| Nacionalidades que já disputaram o torneio (26) |
| --- |
| Argentina Angola Brasil Bolívia Canadá Chile China Equador Espanha Irlanda Islândia Itália Alemanha Panamá Paraguai Peru Roménia Síria Sérvia Suécia Uruguai Estados Unidos Venezuela Letônia Lituânia Noruega |

## Lista dos campeões no absoluto
Abaixo a lista de campeões, vice-campeões e terceira posição do Aberto de Floripa. Os pontos são referentes apenas à performance do campeão e todos são Grande Mestre de Xadrez, com exceção da indicação "(MI)".
- |     A caixa indica um campeão recorrente, e o número a quantia de campeonatos que sagrou. Ex. "2" Significa "bicampeão".

| Pos. | Ano  | Campeão                | Pontos | Vice-campeão              | 3ª posição                | Refs.       |
| ---- | ---- | ---------------------- | ------ | ------------------------- | ------------------------- | ----------- |
| 8º   | 2024 | GM Aryan Tari          | 9½     | GM Pablo Salinas          | GM Alexandr Fier          |             |
| 7º   | 2023 | GM Alan Pichot         | 8½     | IM Diego Di Berardino     | GM Sandro Mareco          |             |
| 6º   | 2022 | GM Krikor Mekhitarian  | 8½     | GM Robert Hungaski        | GM Luis Paulo Supi        | [ 5 ] [ 6 ] |
| 2    | 2021 | GM Alexandr Fier       | 8½     | (MI) Raven Sturt          | GM Darcy Lima             | [ 7 ]       |
| 5º   | 2020 | (MI) Guillermo Vazquez | 8      | GM Neuris Delgado Ramirez | GM Robert Hungaski        |             |
| 4º   | 2019 | GM Alexandr Fier       | 9      | GM Julio Granda Zuniga    | GM Andrés Rodriguez       |             |
| 2    | 2018 | GM Andrés Rodriguez    |        | GM Alexandr Fier          | GM Evandro Amorim Barbosa |             |
| 3º   | 2017 | GM Axel Bachmann       |        | GM Alexei Shirov          | GM Julio Granda Zuniga    | [ 8 ]       |
| 2º   | 2016 | GM Julio Granda Zuniga |        | GM Neuris Delgado Ramirez | GM Felipe El Debs         | [ 9 ]       |
| 1º   | 2015 | GM Andrés Rodriguez    | 8,5    | IM Roberto Molina         | IM Diego Di Berardino     | [ 10 ]      |

## Lista dos campeões e vice-campeões por país
| Pos. | Quant. | Países campeões |
| ---- | ------ | --------------- |
| 1°   | 3x     | Brasil          |
| 2°   | 2x     | Uruguai         |
| 2°   | 2x     | Paraguai        |
| 3°   | 1x     | Peru            |
| 3°   | 1x     | Argentina       |
| 3°   | 1x     | Noruega         |

| Pos. | Quant. | Países vice-campeões |
| ---- | ------ | -------------------- |
| 1°   | 3x     | Brasil               |
| 1°   | 2x     | Estados Unidos       |
| 1°   | 2x     | Paraguai             |
| 2°   | 1x     | Peru                 |
| 2°   | 1x     | Letônia              |
| 2°   | 1x     | Chile                |

## Lista das campeãs no feminino
Abaixo a lista das campeãs.
| Ano  | Campeã               | Pontos | Vice-campeã                          | 3ª posição                  | Refs.  |
| ---- | -------------------- | ------ | ------------------------------------ | --------------------------- | ------ |
| 2021 | WMI Larissa Ichimura | 6,5    | MN Isabella Ribeiro Conti de Freitas | Clarice Soares Leite Flores | [ 11 ] |
| 2023 | WGM Deysi Cori       |        | FM Juliana Terao                     | IM Carolina Lujan           | [ 12 ] |